# Marie Alfred Cornu

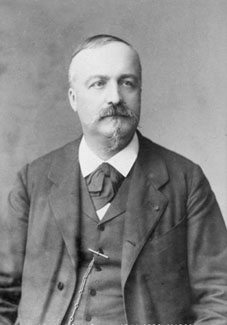
Marie Alfred Cornu.

Marie Alfred Cornu (Orléans, 6 de marzo de 1841—Romorantin, 12 de abril de 1902) fue un físico francés.
Cornu nació en Orléans, y después de ser educado en la École polytechnique y la École nationale supérieure des mines de París, en 1867 llegó a ser profesor de física experimental en la última institución, donde permaneció toda su vida. Aunque hizo varias excursiones en otras ramas de las ciencias físicas, emprendiendo, por ejemplo, con Jean-Baptistin Baille alrededor de 1870 una repetición del experimento de Henry Cavendish para determinar la constante gravitacional G, su trabajo se centró fundamentalmente en la óptica y en la espectroscopia.
En particular, llevó a cabo una redeterminación de la velocidad de la luz clásica por el método de A. H. L. Fizeau, presentando varias mejoras en el aparato, que contribuían enormemente con la exactitud de los resultados. Este logro le hizo ganar en 1878, el premio Lacaze y la membresía de la Academia Francesa de Ciencias, y la medalla Rumford de la Royal Society en Inglaterra.
En 1899, en la conmemoración del jubileo de Sir George Stokes, él fue Rede lecturer en Cambridge, siendo su tema la teoría de las ondas de luz y su influencia en la física moderna; y en esa ocasión el título honorario de doctor en ciencia le fue otorgado por la universidad. Murió en Romorantin el 12 de abril de 1902.
La espiral Cornu, un aparato gráfico para el cálculo de las intensidades de la luz en el modelo de Augustin-Jean Fresnel de difracción cerca del campo, lleva su nombre. La espiral (o clotoide) es también usada en el diseño geométrico de caminos.
Fue el hermano mayor de Marie Maxime Cornu, un destacado 
botánico, algólogo y micólogo.
- Datos: Q560862
- Multimedia: Alfred Cornu / Q560862